# 里日基 (塔拉夏區)
49°32′3″N 30°17′54″E / 49.53417°N 30.29833°E
里日基（烏克蘭語：Ріжки）是位於烏克蘭北部的村莊，由基辅州白采爾克瓦區的塔拉夏市鎮負責管轄。該村始建於1744年，面積5.42平方公里，海拔高度185米，2001年人口615，人口密度每平方公里151.6人。